# Ольшанка (приток Ирки)
Ольшанка (Ира, у с. Воронцовка) — река в России, протекает в Тамбовской области. Устье реки находится в 11 км по левому берегу реки Ирка. Длина реки составляет 14 км, площадь водосборного бассейна 86 км².

## Данные водного реестра
По данным государственного водного реестра России относится к Донскому бассейновому округу, водохозяйственный участок реки — Ворона, речной подбассейн реки — Хопер. Речной бассейн реки — Дон (российская часть бассейна).
По данным геоинформационной системы водохозяйственного районирования территории РФ, подготовленной Федеральным агентством водных ресурсов: 
- Код водного объекта в государственном водном реестре — 05010200212107000006557
- Код по гидрологической изученности (ГИ) — 107000655
- Код бассейна — 05.01.02.002
- Номер тома по ГИ — 07
- Выпуск по ГИ — 0